# スクランブルフォーメーション
『スクランブルフォーメーション』（SCRAMBLE FORMATION）は、タイトーから1986年にリリースされ稼動開始した日本のアーケードゲームである。ジャンルは縦スクロール型のシューティングゲーム。
スタート地点の永田町（国会議事堂）を始め、国立代々木競技場や取り壊し前の後楽園球場、赤坂、銀座、西新宿などの市街地が再現されている。日本国外版のタイトルは「TOKIO」。

## ストーリー
19XX年、巨大隕石の落下と同時に突如として大都市東京を襲った謎の飛行物体は、東京の首都としての機能を停止させてしまった。日本中は大パニックとなり、日本政府は国連にSOSを発した。これに対し国連は、米ソが極秘で共同開発し、日本で最後の調整を終えたばかりの最新鋭戦闘機「バイプレーン」の実戦投入を決定した。キミは捕らわれている仲間たちを助けながら、彼らとフォーメーションを組んで敵を打ち破り、東京に再び平和を取り戻せ！　国会議事堂の地下深くの格納庫より、今キミは飛び立った……。

## ゲームシステム
8方向ジョイスティック、2ボタン（攻撃、チェンジ）で自機「バイプレーン」を操作する。敵や敵弾に自機が当たるとミスとなり、自機が全て無くなるとゲームオーバー。敵の出現パターンなどが完全に固定されたループゲーム。
赤い空中敵（もしくは、特定の空中敵）を倒すと僚機「ミニプレーン」が登場し、それを取ると列機として自機の編隊に加わり、共に敵を攻撃する（最高4機まで）。また、赤い地上敵を破壊すると、その時点で仲間機が4機増える（取る必要無し）。仲間機が2機以上になると以下のフォーメーションをチェンジボタンを押すたびに順番に選択できるようになる。
F1
対地空両用フォーメーション。自機を先頭に縦一列に並び、地上と空中の両方を攻撃するが、連射は効かず攻撃幅も狭く、弾数も少ない。
F2
対空用フォーメーション。自機を頂点とした三角形編隊を組み、対空中弾を幅広く発射するが、地上の敵を攻撃できない。
F3
対地用フォーメーション。自機を中心に取り囲むような編隊を組み、対地ミサイルを連射できるが、空中の敵を攻撃できない。
僚機が空中敵や敵弾に当たると緑色のエネルギー体に変わり（機体内からエネルギー体が放出され）、円軌道を描きながら敵を破壊し敵弾を相殺する。2つのボタンを同時押しすることで、僚機をミサイル代わりに正面方向扇型に発射することも可能。この場合も空中敵や敵弾に当たるとエネルギー体に変わるが、こちらの方が大きな軌道を描いてより効果的となる。また当たらなかった僚機は失われずに編隊に復帰する。入手した僚機は5機目以降もストックされ、僚機が失われた場合や自機がミスとなり再スタートする際にはストック分から補充がされる。また、自機がミスとなった場合はその時に列機であった僚機は失われる。
時折、雲上シーンで敵大型戦艦が出現するが、戦艦中央部付近のエンジン（3箇所の赤い場所）を対地攻撃によって破壊すると倒すことができる。ただし、このエンジンは他の地上物と違い、対地攻撃の射程をピタリと合わせないと破壊できない。また、その配置の形状から、味方機が3機以上ある場合の対地用フォーメーションだと一撃で倒す事もできる。
自機のスピードが遅いため難易度は高め。

## マップ構成
国会議事堂→赤坂→後楽園球場→代々木→新宿→国会議事堂→銀座→赤坂→新宿→代々木（→遊園地）の順に東京上空を飛行し、各ランドマークの合間は雲海で区切られている。
背景マップは基本的に航空写真を流用して作成され、当時の東京の風景が再現されているが、使用した航空写真は若干古めのものであり、厳密には1986年当時の風景というわけではない（当時すでにビルが建っていた場所が、ゲーム中では空き地のままになっていたりする）。また、新宿や銀座には巨大なクレーターが形成されているのが確認できる。
遊園地（あるいは代々木）を過ぎるとまたスタート地点の国会議事堂に戻る。初期バージョンでマップの最終部付近にあった遊園地は、著作権問題で有名なテーマパークよりクレームが付くのを恐れたメーカー側の自主規制により後期バージョンや移植版では削除されている。

## 移植作品
| No. | タイトル                                   | 発売日                        | 対応機種                      | 開発元                                    | 発売元                  | メディア                              | 型式                       | 備考                                   |
| --- | ------------------------------------------ | ----------------------------- | ----------------------------- | ----------------------------------------- | ----------------------- | ------------------------------------- | -------------------------- | -------------------------------------- |
| 1   | スクランブルフォーメーション               | 1987年8月28日                 | MSX2                          | タイトー                                  | タイトー                | 2Mbitロムカセット                     | TMS-01                     |                                        |
| 2   | Taito Legends                              | 2005年10月14日 2005年10月25日 | PlayStation 2 Xbox Windows    | タイトー Empire Interactive Atomic Planet | Empire Interactive セガ | DVD-ROM                               | PS2: SLES-53438 SLUS-21122 | アーケード版の移植                     |
| 3   | タイトーメモリーズII 上巻                  | 2007年1月25日                 | PlayStation 2                 | タイトー                                  | タイトー                | DVD-ROM                               | SLPM-66649                 | アーケード版の移植                     |
| 4   | タイトーメモリーズII 上巻 エターナルヒッツ | 2008年6月26日                 | PlayStation 2                 | タイトー                                  | タイトー                | DVD-ROM                               | SLPM-55017                 | アーケード版の移植 廉価版              |
| 5   | スクランブルフォーメーション               | 2022年3月2日                  | イーグレットツー ミニ         | 瑞起 ※本体の開発元                        | タイトー                | プリインストール                      |                            | アーケード版の移植                     |
| 6   | スクランブルフォーメーション               | 2023年11月30日                | PlayStation 4 Nintendo Switch | タイトー                                  | ハムスター              | ダウンロード (アーケードアーカイブス) |                            | アーケード版の移植 海外版(TOKIO)も収録 |

MSX2版
2Mカートリッジ。背景の再現性は高いが、敵機・敵弾が常に点滅で表示されるなどの難がある。後楽園球場と遊園地がカットされている。
PlayStation 4/Nintendo Switch版
アーケードアーカイブスの1作品として配信。国内版と共に海外版(TOKIO)も収録。「こだわり設定」でゲームスピードの調整が可能。

## 関連作品
ダライアスバースト クロニクルセイバーズ
本作の海外版の名称である惑星トキオで製造された設定を持つ、本作のシステムをベースとした機体「ムラクモシルバーホーク」が登場。
ムラクモシルバーホークを選ぶと、本作のスタートBGMがかかる。

## 余談
- 僚機は80機までしか表示されない。それを超えた分も内部ではカウントされているが、256機まで溜めると0に戻ってしまう。
- かつてアーケード基板ではバブルボブルにソフト変更できるROM-KITが販売されていた。